# Municipalità di Auburn
La municipalità di Auburn è una local government area che si trova nel Nuovo Galles del Sud. Si estende su una superficie di 32 chilometri quadrati e ha una popolazione di 78.597 abitanti. La sede del consiglio si trova a Auburn.